# Francesca Benedetti
Francesca Benedetti (Urbino, 18 novembre 1935 – Roma, 3 maggio 2025) è stata un'attrice italiana.

## Biografia
Frequentò a Roma il corso di recitazione dell'Accademia Nazionale d'Arte Drammatica; dopo il diploma iniziò a recitare con la regia di Orazio Costa Giovangigli nella tragedia Ifigenia in Tauride, insieme ad Alberto Lupo, Lilla Brignone e Andrea Bosic. Dopo il passaggio in varie compagnie, con Gigi Proietti e Virginio Gazzolo, fondò a Roma il Teatro Centouno, con la direzione artistica di Antonio Calenda, dove sarà protagonista di varie stagioni di prosa. Con lo stesso Gazzolo e altri creò, nel 1968, a Modena la Comunità Teatrale Emilia Romagna.
Nel 1957 debuttò nella prosa televisiva e radiofonica della Rai, interpretando in video la parte di Ninon, in Cosa sognano le fanciulle di Alfred de Musset, con la regia di Enzo Ferrieri, in diretta dal Teatro Convegno di Milano. 
Morì a 89 anni nella sua abitazione, a Roma, la mattina del 3 maggio 2025 dopo una lunga malattia. I funerali si svolsero, dopo tre giorni, nella chiesa di Santa Maria dei Miracoli in piazza del Popolo a Roma. Riposa nel cimitero di Sabaudia in provincia di Latina.

## Filmografia

Francesca Benedetti e Carlo Giuffré in Quel movimento che mi piace tanto (1976) di Franco Rossetti

- Uomini e nobiluomini, regia di Giorgio Bianchi (1959)
- I fratelli corsi, regia di Anton Giulio Majano (1961)
- Il gatto selvaggio, regia di Andrea Frezza (1969)
- Le inibizioni del dottor Gaudenzi, vedovo, col complesso della buonanima, regia di Giovanni Grimaldi (1971)
- Quando le donne si chiamavano madonne, regia di Aldo Grimaldi (1972)
- Los amigos, regia di Paolo Cavara (1973)
- Daniele e Maria, regia di Ennio De Concini (1973)
- Woyzeck, regia di Giancarlo Cobelli (1973)
- Quel movimento che mi piace tanto, regia di Franco Rossetti (1976)
- Viaggio di paura (Les passagers), regia di Serge Leroy (1977)
- Il pugile e la ballerina, regia di Francesco Suriano (2006)
- Sipario, regia di Ottavio Cirio Zanetti – cortometraggio (2006)
- Il grande sogno, regia di Michele Placido (2009)

## Televisione
- Cosa sognano le fanciulle di Alfred de Musset, regia televisiva di Giancarlo Galassi Beria, trasmessa il 23 dicembre 1957.
- I fiordalisi d'oro di Giovacchino Forzano, regia di Guglielmo Morandi, 2 maggio 1958.
- Chirurgia estetica di Vincenzo Tieri, regia di Guglielmo Morandi, 29 agosto 1958.
- L'appuntamento di Senlis di Jean Anouilh, regia di Guglielmo Morandi, 14 ottobre 1960.
- Processo Karamazov o La leggenda del Grande Inquisitore di Diego Fabbri, regia di Ottavio Spadaro, 12 gennaio 1962.
- Più rosa che giallo, episodio Il secondo nodo scorsoio, regia di Alberto Bonucci, 19 giugno 1962.
- Luna sulla gran guardia di Carlo Alianello, regia di Anton Giulio Majano, 29 giugno 1962.
- Ifigenia in Aulide di Euripide, regia di Giacomo Colli, 2 novembre 1962.
- I giorni dell’amore di Domenico Campana, regia televisiva di Fernanda Turvani, 21 aprile 1965.
- Eduardo e Carolina di Félicien Marceau e Belisario Randone, regia di Vito Molinari, 9 marzo 1966.
- La felicità domestica, da Lev Tolstoj, regia di Gian Domenico Giagni, 27 luglio 1966.
- Un ballo in maschera di Michail Jur'evič Lermontov, regia di Giacomo Colli, 4 giugno 1968.
- La morte di Danton di Georg Büchner, regia di Mario Missiroli, 15 settembre 1972.
- Goldoni e le sue sedici commedie nuove di Paolo Ferrari, regia di Sandro Sequi, 13 aprile 1973.
- Prima mi, dopo ti di Arturo Rossato, regia di Fulvio Tolusso, 11 settembre 1973.
- Woyzeck, da Georg Büchner, regia di Giancarlo Cobelli, 12 gennaio 1974.
- Così va il mondo di William Congreve, regia di Sandro Sequi, 24 ottobre 1975.
- Le allegre comari di Windsor di William Shakespeare, regia televisiva di Siro Marcellini, 8 e 9 dicembre 1976.
- Puzzle di Claude Desailly, regia di Guido Stagnaro, 10 e 17 gennaio 1978.
- Vento notturno di Ugo Betti, regia televisiva di Sandro Spina, 25 gennaio 1980.
- Petrosinella, da Giambattista Basile, regia di Enrico Vincenti, 3 gennaio 1981.
- Parisina di Gabriele D'Annunzio, regia di Marco Gagliardo, 26 giugno 1981.
- Le Supplici di Eschilo, regia televisiva di D. B. Partesano, 25 giugno 1982.
- Didone Adonais Domine di Emilio Isgrò, regia di Memè Perlini, 8 agosto 1986.
- Gabriele D’Annunzio. Il verso è tutto di Lucia Drudi Demby, regia di Paolo Gazzara, 17 febbraio 1987.
- Il giudice istruttore, episodio Un caso di sequestro, regia di Gianluigi Calderone, 10 maggio 1990.
- Elettra di Hugo von Hofmannsthal, regia di Sandro Sequi, 27 giugno 1992.
- La lupa di Giovanni Verga, regia di Memè Perlini, 23 agosto 1993.
- Lucrezia Borgia di Victor Hugo, regia di Riccardo Reim, 25 luglio 1994.
- Due per tre, episodio Polvere di stella, regia di Marco Mattolini, 12 aprile 1998.
- Cronaca nera, episodio La clinica dei vip, regia di Gianluigi Calderone, 7 ottobre 1998.
- Nanà, regia di Alberto Negrin, 2 e 3 gennaio 2001.
- Noi due, regia di Massimo Coglitore, 12 giugno 2008.

## Radio
- L'avvocato veneziano di Carlo Goldoni, regia di Guglielmo Morandi, trasmessa il 24 giugno 1958.
- Processo Karamazov o La leggenda del Grande Inquisitore di Diego Fabbri, regia di Ottavio Spadaro, 23 marzo 1961.
- Invito al castello di Jean Anouilh, regia di Mario Ferrero, 28 febbraio 1962.
- Uomovivo di Gilbert Keith Chesterton, regia di Umberto Benedetto, 27 dicembre 1963.
- Luciano Leuwen di Stendhal, regia di Umberto Benedetto, 11 e 15 marzo 1965 (settima e ottava puntata).
- Turcaret di Alain-René Lesage, regia di Sandro Sequi, 7 giugno 1966.
- Il cantante di Frank Wedekind, regia di Sandro Sequi, 23 settembre 1972.
- Il bugiardo di Pierre Corneille, regia di Sandro Sequi, 27 gennaio 1973.
- Camerati di August Strindberg, regia di Mario Missiroli, 5 marzo 1975.
- Come le foglie di Giuseppe Giacosa, regia di Giancarlo Cobelli, 22 ottobre 1979.
- Elettra di Hugo von Hofmannsthal, regia di Vilda Ciurlo, 18 febbraio 1980.
- Raskolnikov e la monaca di Monza di Fabio Carpi, regia di Vittorio Melloni,14 marzo 1980.
- Sogno, ombra, vita, morte di Hofmannsthal, da Hugo von Hofmannsthal, regia di Alberto Gagnarli, 26 ottobre 1981.
- I parenti terribili di Jean Cocteau, regia di Sandro Rossi, 9 giugno 1984.
- Il silenzio di Ingmar Bergman, regia di Pietro Formentini, 29 novembre 1984.
- Requiem per una monaca di Albert Camus, regia di Luigi Durissi, 4 maggio 1985.
- Lei, Sarah Bernhardt di Giuseppe Lazzari, regia di Lucio Romeo, 14 puntate, dal 29 settembre al 29 dicembre 1990.
- La dama dell’insetticida Larkspur e Saluti da Berta di Tennessee Williams, regia di Luigi Durissi, 26 giugno 1991.

## Teatro
- Nostra Dea di Massimo Bontempelli, regia di Vilda Ciurlo. Studio Eleonora Duse di Roma, 27 marzo 1957 (saggio di regia).
- Ifigenia in Tauride di Euripide, regia di Orazio Costa e Mario Ferrero. Teatro antico di Taormina, 20 luglio 1957.
- Cosa sognano le ragazze di Alfred de Musset, regia di Enzo Ferrieri. Teatro del Convegno di Milano, 4 dicembre 1957.
- Il diplomatico di Scarnicci e Tarabusi, regia di Silverio Blasi. Teatro Lirico di Milano, 20 ottobre 1958.
- Pene d'amor perdute di William Shakespeare, regia di Franco Enriquez. Teatro Mercadante di Napoli, 4 dicembre 1959.
- Ma in provincia siamo seri di Carlo Terron, regia di Franco Enriquez. Teatro Mercadante di Napoli, 23 dicembre 1959.
- La ballata del soldato Piccicò di Aldo Nicolaj,regia di Sandro Sequi. Teatro Mercadante di Napoli 20 gennaio 1960.
- La fantesca di Giovanni Battista Della Porta, regia di Franco Enriquez. Teatro Mercadante di Napoli, 11 novembre 1960.
- Il rinoceronte di Eugène Ionesco, regia di Franco Enriquez. Teatro Mercadante di Napoli, 2 dicembre 1960.
- Processo Karamazov o La leggenda del Grande Inquisitore di Diego Fabbri, regia di Ottavio Spadaro. Teatro della Cometa di Roma, 24 dicembre 1960.
- La guerra di Troia non si farà di Jean Giraudoux, regia di Giacomo Colli. Teatro della Cometa di Roma, 24 dicembre 1961.
- I benpensanti di Nicola Pecorelli, regia di Sandro Sequi. Teatro della Cometa di Roma, 21 aprile 1962.
- Ifigenia in Aulide di Euripide, regia di Giacomo Colli. Teatro romano di Ostia Antica, 21 luglio 1962.
- Allora vai da Törpe di François Billetdoux, regia di Giorgio Albertazzi. Teatro Odeon di Milano, 29 novembre 1962.
- Il costo di una vita di Bruno Magnoni, regia di Paolo Giuranna. Teatro comunale di Bologna, 29 marzo 1963.
- Il Don Pilone, ovvero Il bacchettone falso di Girolamo Gigli, regia di Beppe Menegatti. Teatro Stabile di Firenze, 17 dicembre 1963.
- Gioco di Samuel Beckett, regia di Beppe Menegatti. Teatro Stabile di Firenze (febbraio 1964)
- I giorni dell’amore di Domenico Campana, regia di Beppe Menegatti. Teatro Stabile di Firenze, Teatro Rivoli di Valdagno, 24 ottobre 1964.
- Tutto è bene quel che finisce bene di William Shakespeare, regia di Beppe Menegatti. Teatro Stabile di Firenze, 23 aprile 1965.
- La Venexiana di anonimo veneziano del XVI secolo, regia di Maurizio Scaparro. Teatro Caio Melisso di Spoleto, 26 giugno 1965.
- Commedia degli straccioni di Annibale Caro. Porto di Civitanova Marche, 1⁰ agosto 1966.
- I lunatici di Thomas Middleton e William Rowley, regia di Luca Ronconi. Cortile di Palazzo Ducale di Urbino, 12 agosto 1966.
- Lucrezia?... (Pour Lucrèce) di Jean Giraudoux, regia di Luca Ronconi. Teatro Sant'Erasmo di Milano, 25 novembre 1966.
- Il labirinto di Fernando Arrabal, regia di Sandro Sequi. Teatro Durini di Milano. 2 aprile 1967.
- Un leggero malessere di Harold Pinter, regia di Antonio Calenda. Teatro Durini di Milano, 2 aprile 1967.
- La gabbia di Renzo Rosso, regia di Luigi Squarzina. Teatro Eleonora Duse di Genova, 19 aprile 1968.
- Woyzeck di Georg Büchner, regia di Giancarlo Cobelli. Teatro consorziale di Budrio, 6 marzo 1969.
- Il precettore, adattamento di Bertolt Brecht, regia di Roberto Guicciardini. Teatro comunale di Modena (aprile 1969)
- Girotondo di Arthur Schnitzler, regia di Beppe Menegatti. Piccolo Teatro di Milano, 2 luglio 1969.
- La vita è sogno di Pedro Calderón de la Barca, regia di Roberto Guicciardini. Teatro comunale di Ferrara, 15 gennaio 1970.
- Les nonnes di Eduardo Manet, regia di Sandro Sequi. Spoleto, 9 luglio 1970.
- Proibito? Da chi? di Raf Vallone, regia di Raf Vallone. Napoli, 8 ottobre 1970.
- La finta serva o Il furbo punito di Pierre de Marivaux, regia di Patrice Chéreau. Teatro Caio Melisso di Spoleto, 26 giugno 1971.
- Antonio e Cleopatra di William Shakespeare, regia di Giancarlo Cobelli. Festival teatrale di Borgio Verezzi, 22 luglio 1972.
- Ettore Fieramosca di Tonino Conte e Aldo Trionfo, regia di Aldo Trionfo. Teatro Vittorio Alfieri di Torino, 30 marzo 1973.
- La dama boba (La ragazza sciocca) di Lope de Vega, regia di Sandro Sequi. Teatro Olimpico di Vicenza, 27 settembre 1973.
- L'opera del mendicante di John Gay, regia di Armando Pugliese. Teatro Bonifazio Asioli di Correggio, 26 dicembre 1973.
- L'Ambleto di Giovanni Testori, regia di Andrée Ruth Shammah. Salone Pier Lombardo di Milano (stagione 1973-1974, ripresa)
- Macbetto di Giovanni Testori, regia di Andrée Ruth Shammah. Salone Pier Lombardo di Milano, 21 ottobre 1974.
- Il tartufo di Molière, regia di Mario Missiroli. Teatro Metastasio di Prato, 11 aprile 1975.
- L'impresario delle Smirne di Carlo Goldoni, regia di Giancarlo Cobelli. Teatro Valle di Roma, 9 dicembre 1975.
- Edipo a Colono di Sofocle, regia di Aldo Trionfo. Teatro greco di Siracusa, 27 maggio 1976.
- Le allegre comari di Windsor di William Shakespeare, regia di Orazio Costa. Teatro romano di Verona, 30 luglio 1976.
- Lear di Edward Bond, regia di Antonio Calenda. Teatro comunale de L'Aquila, 7 novembre 1976.
- La commedia degli equivoci di William Shakespeare, regia di Giuliano Merlo. Villa Litta, 27 luglio 1977.
- Elettra di Hugo von Hofmannsthal, regia di Beppe Menegatti. Teatro Valle di Roma, 23 febbraio 1978.
- Elettra di Hugo von Hofmannsthal, regia di Vilda Ciurlo. Viterbo, 24 luglio 1978.
- Un tram che si chiama Desiderio di Tennessee Williams, regia di Marco Gagliardo. Marina di Pietrasanta, 27 ottobre 1978.
- Vento notturno di Ugo Betti, regia di Orazio Costa. Teatro sperimentale Lirio Arena di Ancona, 27 novembre 1979.
- Maria Stuarda di Friedrich Schiller, regia di Alberto Gagnarli. Teatro San Babila di Milano, 1⁰ aprile 1980.
- Temporale di August Strindberg, regia di Giorgio Strehler. Piccolo Teatro di Milano, 18 giugno 1980.
- Fedra di Seneca, regia di Nucci Ladogana. Barletta, 18 luglio 1981.
- Gibellina del martirio, sette libri e un girotondo per Francesca Benedetti di Emilio Isgrò. Gibellina, 10 gennaio 1982.
- Le Supplici di Eschilo, regia di Otomar Krejča. Teatro greco di Siracusa, 27 maggio 1982.
- Ti aspetto stanotte di Salvato Cappelli, regia di Virginio Puecher. Teatro Sociale di Rovigo, 19 febbraio 1983.
- Agamènnuni. L’Orestea di Gibellina di Emilio Isgrò, regia di Filippo Crivelli. Gibellina, 3 giugno 1983.
- Elettra di Hugo von Hofmannsthal, regia di Sandro Sequi. Teatro Olimpico di Vicenza, 6 settembre 1983.
- I Cuèfuri. L’Orestea di Gibellina di Emilio Isgrò, regia di Filippo Crivelli. Gibellina, 20 giugno 1984.
- Il piacere dell'onestà di Luigi Pirandello, regia di Massimo Castri. Teatro Giulio Cesare di Roma, 30 ottobre 1984.
- Villa Eumènidi. L’Orestea di Gibellina di Emilio Isgrò, regia di Filippo Crivelli. Gibellina, 7 luglio 1985.
- Edipo re di Sofocle, regia di Lorenzo Salveti. Teatro Olimpico di Vicenza, 6 settembre 1985.
- Qualcuno volò sul nido del cuculo di Dale Wassermann, regia di Marco Bernardi. Teatro di Bolzano, 29 ottobre 1985.
- La cortigiana di Pietro Aretino, regia di Marco Bernardi. Teatro di Bolzano (inizio 1986)
- Eleonora d'Arborea di Giuseppe Dessì, regia di Marco Gagliardo. Anfiteatro romano di Cagliari, 4 luglio 1986.
- Didone Adonais Domine di Emilio Isgrò, regia di Memè Perlini. Teatro Nascente di Barcellona Pozzo di Gotto, 6 agosto 1986.
- Le donne al parlamento di Aristofane, regia di Livio Galassi. Valle dei Templi di Agrigento, 11 luglio 1987.
- Lucrezia di William Shakespeare, regia Marco Gagliardo. Todi Festival (settembre 1987)
- La regina e gli insorti di Ugo Betti, regia di Krzysztof Zanussi e Tadeusz Bradecki. Teatro Quirino di Roma, 7 febbraio 1989.
- Omaggio a Notre-Dame de la Mort, un’attrice mette in scena un critico di e con Francesca Benedetti ed Enrico Groppali. Todi Festival (settembre 1989)
- Sotto il segno dei Gemelli di Albert Innaurato, regia di Maddalena Fallucchi. Teatro Sala Umberto di Roma, 19 ottobre 1989.
- Hedda Gabler di Henrik Ibsen, regia di Augusto Zucchi. Teatro Metastasio di Prato, 11 gennaio 1990.
- Agonia di Luisa di Juan Rodolfo Wilcock, regia di Marco Gagliardo. Villa comunale di Taormina, 14 agosto 1990.
- Non ode il buio demone di Francesca Benedetti e Lorenzo Salveti, regia di Lorenzo Salveti. L’Aquila, 29 aprile 1991.
- Medea di Jean Anouilh, regia di Beppe Menegatti. Palazzo dei Congressi di Taormina, 31 agosto 1991.
- Vita, peccati e redenzione di suor Virginia Maria de Leyva, monaca di Monza di Riccardo Reim. Auditorium San Nicola di Benevento, 14 settembre 1991.
- Metamorfosi, drammatizzazione di Luigi Maria Musati, regia di Lorenzo Salveti. L’Aquila, 20 maggio 1992.
- Medea di Seneca, regia di Memè Perlini. Paestum, 22 agosto 1992.
- La lupa di Giovanni Verga, regia di Memè Perlini. Valle dei Templi di Agrigento, 12 settembre 1992.
- Lucrezia Borgia di Victor Hugo, regia di Riccardo Reim. Villa Fiorentino di Sorrento, 10 settembre 1993.
- Le ceneri del West, testo e regia di Riccardo Reim. Palazzo delle Esposizioni di Roma, 23 febbraio 1994.
- La vedova Goldoni di Maria Luisa Spaziani, regia di Francesca Benedetti. Teatro Ghione di Roma, 8 giugno 1994.
- Penelope, o l'ironia dell'attesa, testo e regia di Riccardo Reim. Tempio di Giove Anxur di Terracina, 29 luglio 1994.
- Zvanì, famiglia Pascoli e dintorni, da materiali vari di Giovanni Pascoli, regia di Francesca Benedetti e Riccardo Reim. Palazzo delle Esposizioni di Roma, 5 febbraio 1995.
- Tutto per amore di John Dryden, regia di Riccardo Reim. Festival teatrale di Borgio Verezzi, 22 luglio 1995.
- Nostre ombre quotidiane di Lars Norén, regia di Sandro Sequi. Festival di Benevento, 6 settembre 1997.
- La signora della musica di André Ernotte ed Elliot Tiber, regia di Arnoldo Foà. Montepulciano, 23 luglio 1998.
- Cromosoma Sigfrido di Jonathan Tolins, regia di Marco Mattolini. Todi Festival, 27 agosto 1999.
- Il ventre di Alberto Bassetti, regia di Massimo Belli. Sala Uno di Roma, 7 gennaio 2000.
- Teresa di Gesù, scritto e diretto da Enrico Job. Todi Festival, 22 luglio 2000.
- Medea di Euripide, regia di Sebastiano Lo Monaco. Teatro Vittorio Emanuele II di Messina, 27 febbraio 2002.
- Pallido oggetto del desiderio di René de Ceccatty, regia di Alfredo Arias. Marina di Pietrasanta, La Versiliana, 12 luglio 2002.
- La Chunga di Mario Vargas Llosa, regia di Tiziana Bergamaschi. Teatro Argot di Roma, 27 ottobre 2003.
- Mi svelo ma in animo nuda di Antonio Bruni, regia di Idalberto Fei. Teatro di Servi di Roma, 22 dicembre 2003.
- Edipo re di Sofocle, regia di Roberto Guicciardini. Teatro greco di Siracusa, 15 maggio 2004.
- Don Sand Don Juan di Enrico Groppali, regia di Salvo Bitonti. Théâtre Studio Champs-Elysées di Parigi (2004)
- Odissea di Omero, live a cura di Elsa Agalbato e Fabio Sargentini. Galleria d'arte L'Attico di Roma, 22 e 23 gennaio 2005.
- Libro notturno di Franco Scaldati, regia di Lucia Ragni. Teatro Valle di Roma, 2 maggio 2006.
- Scene da Romeo e Giulietta, scritto e diretto da Federico Tiezzi. Fabbricone di Prato, 26 novembre 2009.
- La notte dei gatti viventi di Stefano Baldi e Paolo Cingolani. Teatro Vascello di Roma, 31 ottobre 2011.
- Ecuba, la nausea e la strage di Riccardo Reim, regia di Beppe Menegatti. Teatro Colosseo di Roma, 20 aprile 2012.
- Inaccessibile, scritto e diretto da Raffaele Curi. Antico mercato del pesce degli ebrei di Roma, 21 marzo 2013.
- Madame Céline o il ballo della malora, drammaturgia di Luca Scarlini e Massimo Verdastro, regia di Massimo Verdastro. Giardini della Filarmonica di Roma, 1⁰ agosto 2014.
- Medea di Seneca, regia di Paolo Magelli. Teatro greco di Siracusa, 17 maggio 2015.
- Calderón di Pier Paolo Pasolini, regia di Federico Tiezzi. Teatro Argentina di Roma, 20 aprile 2016.
- L'indecenza e la forma. Pasolini nella stanza della tortura di Giuseppe Manfridi, regia di Marco Carniti. Teatro Argentina di Roma, 13 febbraio 2017.
- Antigone di Sofocle, regia di Federico Tiezzi. Teatro Argentina di Roma, 27 febbraio 2018.
- Voci, da Serena Dandini, regia di Stefano Farris e Raimonda Mercurio. Spazio multifunzionale della Scuola Media di Serdiana, 25 novembre 2018.
- Ecuba di Euripide, regia di Giuseppe Argirò. Teatro Arcobaleno di Roma, 23 marzo 2019.

## Riconoscimenti
- Premio Le Maschere del Teatro italiano
- 1999 - Premio "Ugo Betti" alla carriera per l'interpretazione di «Vento notturno»
  - 2018 – Miglior attrice non protagonista per Antigone